# La Siete (canal de televisión)
La Siete fue un canal de televisión abierta español, operado por Mediaset España. Su programación estaba orientada hacia el público femenino convencional y estaba compuesta por telenovelas. Sus emisiones comenzaron el 18 de mayo de 2009, sustituyendo en su frecuencia a Telecinco 2 y finalizaron el 5 de mayo de 2014, debido a una sentencia del Tribunal Supremo.

## Historia

### Telecinco 2
Telecinco 2 fue un canal de televisión digital español, operado por Gestevisión Telecinco. El 18 de mayo de 2009 fue remplazado por La Siete.
Inició sus emisiones el 18 de febrero de 2008, tras una reestructuración de la oferta de TDT de Gestevisión Telecinco, actual Mediaset España. Telecinco 2 sustituyó a Telecinco Sport y FDF Telecinco a Telecinco Estrellas.
En sus inicios, se mantuvieron los boletines informativos de Eurosport, las repeticiones de la Fórmula 1, así como los directos de las Superbikes heredados de Telecinco Sport, y se añadieron a la programación repeticiones de Informativos Telecinco, así como contenidos solidarios de ONG como Greenpeace, Amnistía Internacional o Acnur.
En septiembre de 2008, la parrilla de Telecinco 2 incluyó reposiciones de los resúmenes de Gran Hermano 10, así como conexiones a su canal 24 horas, como resposiciones de programas emitidos en la cadena principal, en horario de prime-time, en días posteriores a su emisión, reduciéndose considerablemente los boletines de Eurosport.
En diciembre de 2008, el Grupo Gestevisión Telecinco firmó un acuerdo de colaboración con Turner Broadcasting System para la emisión de varias series infantiles de la productora norteamericana en su canal, tales como Las Supernenas, Johnny Bravo, Ed, Edd y Eddy, El laboratorio de Dexter, Mucha Lucha o Tazmania en Telecinco los fines de semana, y en Telecinco 2 en horario de mañana y tarde durante toda la semana. Poco después, estas series pasaron a estar incluidas en el contenedor Boing. Con el tiempo ese contenedor pasó a FDF, por lo que el segundo canal de Telecinco pasó a emitir resúmenes de Gran Hermano, Operación Triunfo y Supervivientes.

### Cambio a La Siete
La Siete inició sus emisiones el 18 de mayo de 2009 cuando Telecinco, en una acción de posicionamiento en el dial de la TDT, (como ya hizo Veo Televisión con el 7, o el Grupo Antena 3 con Neox y Nova posicionándolos en el 8 y el 9) Telecinco 2 cambió su nombre por el de La Siete para posicionar su segundo canal en el dial siete del mando a distancia.
El 1 de agosto de 2011, la familia de canales del grupo compuesta por Factoría de Ficción, Divinity y La Siete, implantaron el sistema de pauta única publicitaria y la oferta de módulos, adoptando un sistema de comercialización mixto bajo el nombre NosoloFDF. Durante la tercera semana de julio, concretamente del día 18 hasta el 21 de julio, Publiespaña implantó el sistema conjunto de publicidad en la familia de canales en modo de pruebas. Las oficiales no fueron hasta el 1 de agosto de 2011, fecha que se implantó este sistema. Aun así, esta no es la primera vez que Telecinco adopta la pauta única, ya que en julio de 2010, Mediaset España realizaba los mismos cortes publicitarios en sus tres cadenas temáticas de entonces: Telecinco, Factoría de Ficción y La Siete.
El 9 de enero de 2012, la empresa gestora de publicidad de Mediaset España (Publiespaña) reordenó su estrategia del sistema de pauta única en la familia de canales compuesta por Factoría de Ficción y La Siete y así continuar por su parte emitiendo su publicidad en paralelo, como llevan haciendo desde el mes de agosto de 2011 en el paquete NosoloFDF.
El 6 de febrero de 2012, el canal temático de Mediaset España renovó su imagen corporativa, estrenado nueva continuidad y cortinillas y desapareciendo el antiguo logotipo por una esfera de color rojo con el número ‘7’ de color blanco en el centro. Además, sus canales hermanos Telecinco y Factoría de Ficción, también modificaron su imagen utilizando la misma pero con distinto color representativo.
El 22 de mayo de 2012, La Siete, como ya viene acostumbrando a los espectadores con la emisión de sus realities, ofreció el bloque de ‘Gran Hermano: La casa en directo’ en franja de madrugada y, por primera vez en la historia, arrasa rozando el 28% de share y siendo visto por más de 600 mil espectadores en un canal temático.
El 28 de enero de 2014 se anunció que el 14 de febrero del mismo año, La Siete cambiaría el aspecto de su logotipo integrando un nuevo elemento en su imagen: un corazón y que pasaría a convertirse a un canal de televisión donde transmitirán principalmente telenovelas.
El cierre de este canal estuvo previsto para el 5 de mayo de 2014, como consecuencia de una sentencia del Tribunal Supremo de Justicia que anuló las concesiones de emisión TDT para nueve canales, por haber sido otorgadas sin el preceptivo concurso público que rige la Ley General de Comunicación Audiovisual, pero esa frecuencia de La Siete era la frecuencia de Telecinco 2 que a su vez fue la de Telecinco Sport frecuencia de 2005, se baraja la posibilidad de poner a Boing (frecuencia que sí fue anulada) en su frecuencia debido sus buenos datos de audiencia que tenía después de la desaparición de Cartoon Network (España).

### Cambio de temática
El 15 de enero de 2014, Mediaset España anunció que cambiaría la temática del canal de cara al mes de febrero, apostando por la emisión de telenovelas. Por su parte, las reposiciones de programas y eventos del grupo audiovisual que se emitían hasta el momento en este canal, pasaron a emitirse a través de Nueve.

### Fin de emisiones
Este canal cesó sus emisiones el 5 de mayo de 2014, como consecuencia de una sentencia del Tribunal Supremo de Justicia que anuló las concesiones de emisión TDT para nueve canales, por haber sido otorgadas sin el preceptivo concurso público que rige la Ley del Audiovisual.

## Programación

### Primera etapa
Desde su nacimiento, LaSiete estuvo compuesta exclusivamente por las reposiciones de programas de Telecinco y Cuatro como Sálvame, Sálvame Deluxe, Mujeres y hombres y viceversa, Callejeros, Callejeros Viajeros, Conexión Samanta, Diario de, Hermano mayor, Supernanny, Guaypaut, ¡Tú sí que vales!, 21 días, Hospital Central o Hay una cosa que te quiero decir. También contó con realities emitidos tanto en Telecinco como en Cuatro, entre los que destacaban Gran Hermano, Operación Triunfo, Supervivientes, Acorralados, Las joyas de la corona, El Reencuentro, La Voz, ¡Más que baile!, ¡Mira quién salta! o Campamento de verano. Dicho canal, aparte de la redifusión de contenidos del grupo, también llegó a emitir programas de producción propia como Vuélveme loca, por favor, I Love TV, Reporteros y Becari@s.
Por otro lado, emitió programas y series adquiridas por canales internacionales como Rebelde, Camaleones, Humor amarillo y Somos tú y yo. Además, continuó con la emisión de espacios de gags como Agitación + IVA, Vaya semanita o Vaya tropa, entre otros. Cabe destacar también que, desde el 29 de diciembre de 2010, a causa del cese de emisión del canal CNN+, La Siete emitió el Telecupón en franja de prime-time. Sin embargo, después de un año, este espacio fue cedido a la cadena pública de RTVE.
Por su parte, en junio de 2013, La Siete volvió a apostar por la producción propia con el talent show llamado El mánager.

### Segunda etapa
Desde el 14 de febrero de 2014 hasta el fin de sus emisiones, La Siete ofreció una programación compuesta por telenovelas, la cual estaba dirigida al público femenino. De este modo, las telenovelas contemporáneas más atrevidas estaban destinadas a mujeres jóvenes de 18 a 35 años; las telenovelas de suspense, romance y acción se dirigían a mujeres de 25 a 45 años, y aquellos títulos clásicos de corte tradicional, dramas y series de época, para mujeres a partir de 45 años. Además, cambió su imagen corporativa por un siete inscrito en un corazón dorado.

## Audiencias
Evolución de la cuota de pantalla mensual, según las mediciones de audiencia elaborados en España por TNS. Están en negrita y dorado los meses en que fue líder de audiencia.
|      | enero | febrero | marzo | abril | mayo   | junio | julio | agosto | septiembre | octubre | noviembre | diciembre | Media anual |
| ---- | ----- | ------- | ----- | ----- | ------ | ----- | ----- | ------ | ---------- | ------- | --------- | --------- | ----------- |
| 2009 | -     | -       | -     | -     | 0,4%** | 0,5%  | 0,5%  | 0,8%   | 0,9%       | 1,0%    | 0,9%      | 0,9%      | 0,8%        |
| 2010 | 0,9%  | 1,1%    | 1,0%  | 1,2%  | 1,4%   | 1,4%  | 1,5%  | 1,6%   | 1,4%       | 1,6%    | 1,7%      | 1,6%      | 1,4%        |
| 2011 | 1,4%  | 1,3%    | 1,4%  | 1,5%  | 1,6%   | 1,7%  | 1,8%  | 2,1%*  | 1,4%       | 1,5%    | 1,5%      | 1,3%      | 1,5%        |
| 2012 | 1,4%  | 1,4%    | 1,6%  | 1,6%  | 1,5%   | 1,3%  | 1,4%  | 1,4%   | 1,4%       | 1,3%    | 1,2%      | 1,2%      | 1,4%        |
| 2013 | 1,1%  | 1,1%    | 1,2%  | 1,2%  | 1,2%   | 1,2%  | 1,1%  | 1,2%   | 1,2%       | 1,2%    | 1,3%      | 1,2%      | 1,2%        |
| 2014 | 1,2%  | 1,0%    | 0,8%  | 0,8%  | 0,1%   | -     | -     | -      | -          | -       | -         | -         | 0,3%        |

* Máximo histórico | ** Mínimo histórico
1. ↑  Comenzó su primera emisión el 18 de mayo.
2. ↑  El 6 de agosto de 2011, La Siete consiguió su récord histórico con un gran 2,1% de share en total día.